# Annemie Coenen
Annemie Anne Francine Coenen (Herk-de-Stad, 14 juli 1978) is een zangeres, producer en songwriter meer bekend voor haar rol in de groep AnnaGrace (vroeger bekend als Ian Van Dahl).
In haar jeugd zong ze op school, in muziekkomedies en in een koor in Antwerpen. Haar zangtalent werd voor het eerst uitgetest wanneer ze deel uitmaakte van een dansband op haar 17e. Ze hoopte toen fashion designer te worden, en wilde graag studeren aan de prestigieuze modeacademie in Antwerpen. Om dit te bereiken probeerde ze door diverse banen voldoende geld samen te krijgen om haar studies te betalen. Een van haar vrienden, die bezorgd was om de hoeveelheid aan werk dat Annemie deed, nodigde haar uit naar Ibiza; daar ontdekte ze de verschillende stijlen binnen de dancescene.
Bij haar terugkeer naar België nam Annemie een demo op, wat ze gewoon "just for fun" deed. Stefan Wuyts, een vertegenwoordiger van het A&R label, merkte deze demo op, aangezien hij op zoek was naar een zanger voor een lied, "Castles in the Sky", dat bedoeld was voor een Belgisch project, Ian Van Dahl. Sinds haar entree in de groep in 2001 verkochten ze vier miljoen cd's en singles wereldwijd. Ze was de leadzangeres op de albums Ace en Lost & Found.
Ondanks de aankondiging dat het derde album van Ian Van Dahl af was, werd aan het begin van juli 2007 het solodebuutalbum van Annemie Coenen uitgebracht, geproduceerd door Peter Luts.
Sinds juni 2008 zijn Annemie en Peter leden van het nieuwe dansproject AnnaGrace.